# Indigofera limosa
Indigofera limosa är en ärtväxtart som beskrevs av Harriet Margaret Louisa Bolus. Indigofera limosa ingår i släktet indigosläktet, och familjen ärtväxter. Inga underarter finns listade i Catalogue of Life.